# Missiezusters van Onze-Lieve-Vrouw van de Apostelen
De Missiezusters van Onze-Lieve-Vrouw der Apostelen is een Rooms-Katholieke zusterscongregatie.
De congregatie werd opgericht te Lyon in 1876 door pater Augustin Planque, die tweede algemeen overste van de Sociëteit der Afrikaanse Missiën (SMA) was (opgericht in 1856), en ook behoefte had aan medewerking door zusters. Deze zusters waren actief in West-Afrika, met name Ghana, Togo en Nigeria, maar ook in Algerije, Egypte, Libanon en Ivoorkust. In Europa: Frankrijk, Ierland, Italië en Nederland.
De eerste zusters kwamen in 1883 aan in Afrika, en wel in Elmina (Ghana). Ze waren actief in kleuterscholen, meisjesscholen, internaten en apotheken. Er waren laaggeschoolde zusters die onderhoudswerk deden, hoger geschoolden, actief in het onderwijs, en leidinggevende zusters. Het generalaat bevindt zich te Rome.
In Nederland vestigden de zusters zich in 1893.
Ze hadden vestigingen in
- Aalbeek, bij de SMA, waar ze in 1970 vertrokken,
- Cadier en Keer, er woont een kleine OLA communiteit, die in het Missiehuis van de SMA,
- Oosterbeek, bij de SMA, waar ze in 1972 vertrokken,
- Sittard (Broeksittard), het eigen klooster waar de zusters in 2014 zijn vertrokken, waarna het klooster is verkocht.